# Challenger de Cassis 2022
El Challenger de Cassis 2022 fue un torneo profesional de tenis que se jugó sobre canchas de pistas duras. Fue la 4ª edición del torneo y formó parte del ATP Challenger Tour 2022, el torneo tuvo lugar en la comuna francesa de Cassis entre los días 5 y 11 de septiembre de 2022.

## Participantes del cuadro individual

### Cabezas de serie
| Cabeza de serie | País                       | Jugador            | Ranking | Resultado en el torneo |
| --------------- | -------------------------- | ------------------ | ------- | ---------------------- |
| 1               | Bandera de Francia         | Constant Lestienne | 75      | Cuartos de final       |
| 2               | Bandera de Australia       | James Duckworth    | 83      | FINAL                  |
| 3               | Bandera de Francia         | Hugo Grenier       | 119     | CAMPEÓN                |
| 4               | Bandera de República Checa | Tomáš Macháč       | 126     | Semifinales            |
| 5               | Bandera de Alemania        | Jan-Lennard Struff | 135     | Segunda ronda          |
| 6               | Bandera del Reino Unido    | Ryan Peniston      | 140     | Segunda ronda          |
| 7               | Bandera de Hungría         | Zsombor Piros      | 158     | Cuartos de final       |
| 8               | Bandera de Japón           | Kaichi Uchida      | 168     | Cuartos de final       |

- Se ha utilizado el ranking del 29 de agosto de 2022.[2]

### Otros participantes
Los siguientes jugadores recibieron una invitación para el cuadro principal:
- Clement Chidekh
- Gabriel Debru
- Sascha Gueymard Wayemburg

Los siguientes jugadores accedieron al cuadro principal mediante las clasificatorias:
- Térence Atmane
- Thomaz Bellucci
- Robin Bertrand
- Kenny de Schepper
- Matteo Martineau
- Albano Olivetti

## Campeones

### Individual masculino
- Hugo Grenier derrotó en la final a  James Duckworth, 7–5, 6–4.

### Dobles masculino
- Michael Geerts /  Joran Vliegen derrotaron en la final a  Romain Arneodo /  Albano Olivetti, 6–4, 7–6.